# Orzegów
Orzegów (niem. Orzegow, daw. Ossegau) – dzielnica Rudy Śląskiej. W 2006 roku zamieszkiwało ją 8439 osób .

## Historia

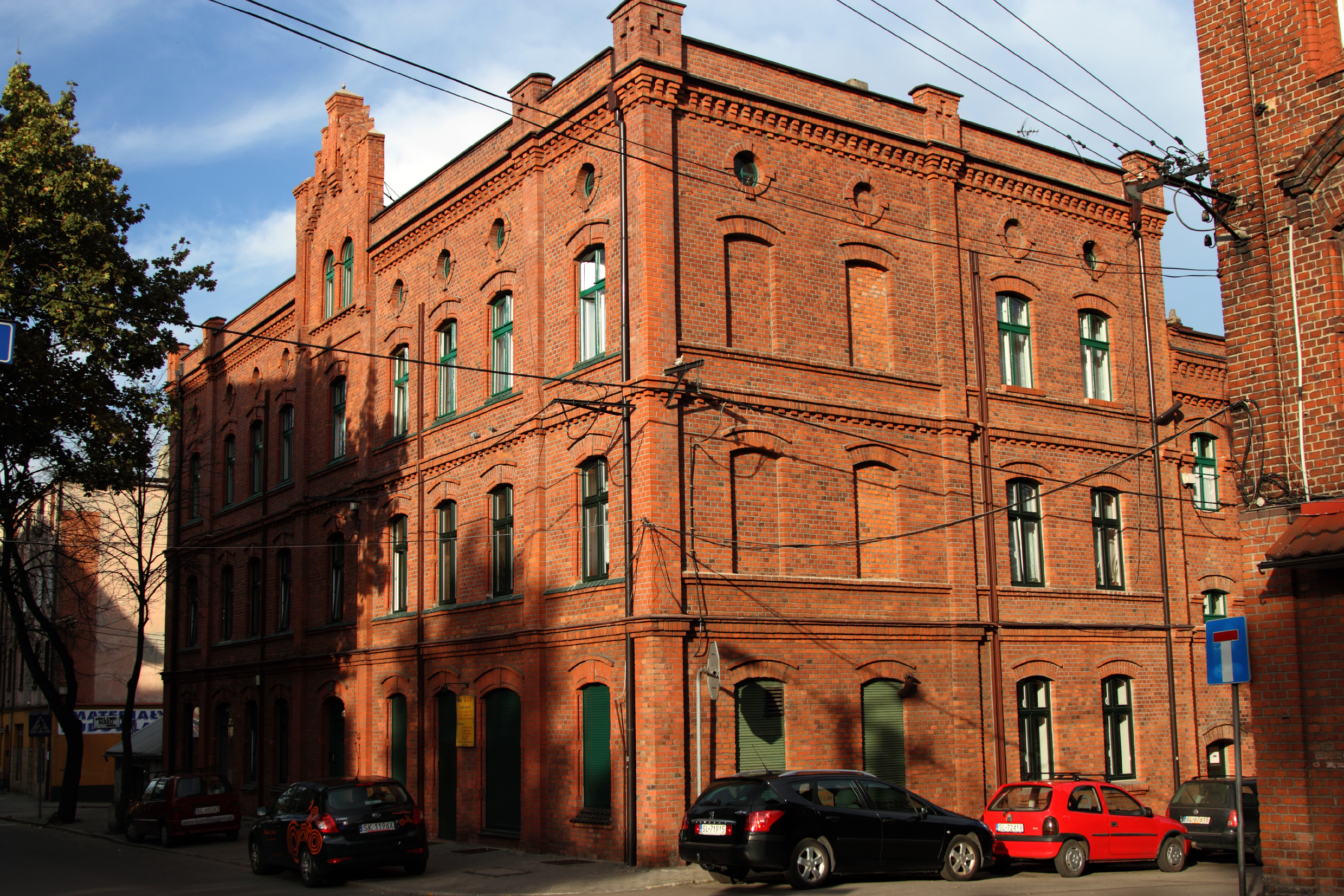
Budynek przy ul. kard. A. Hlonda 42

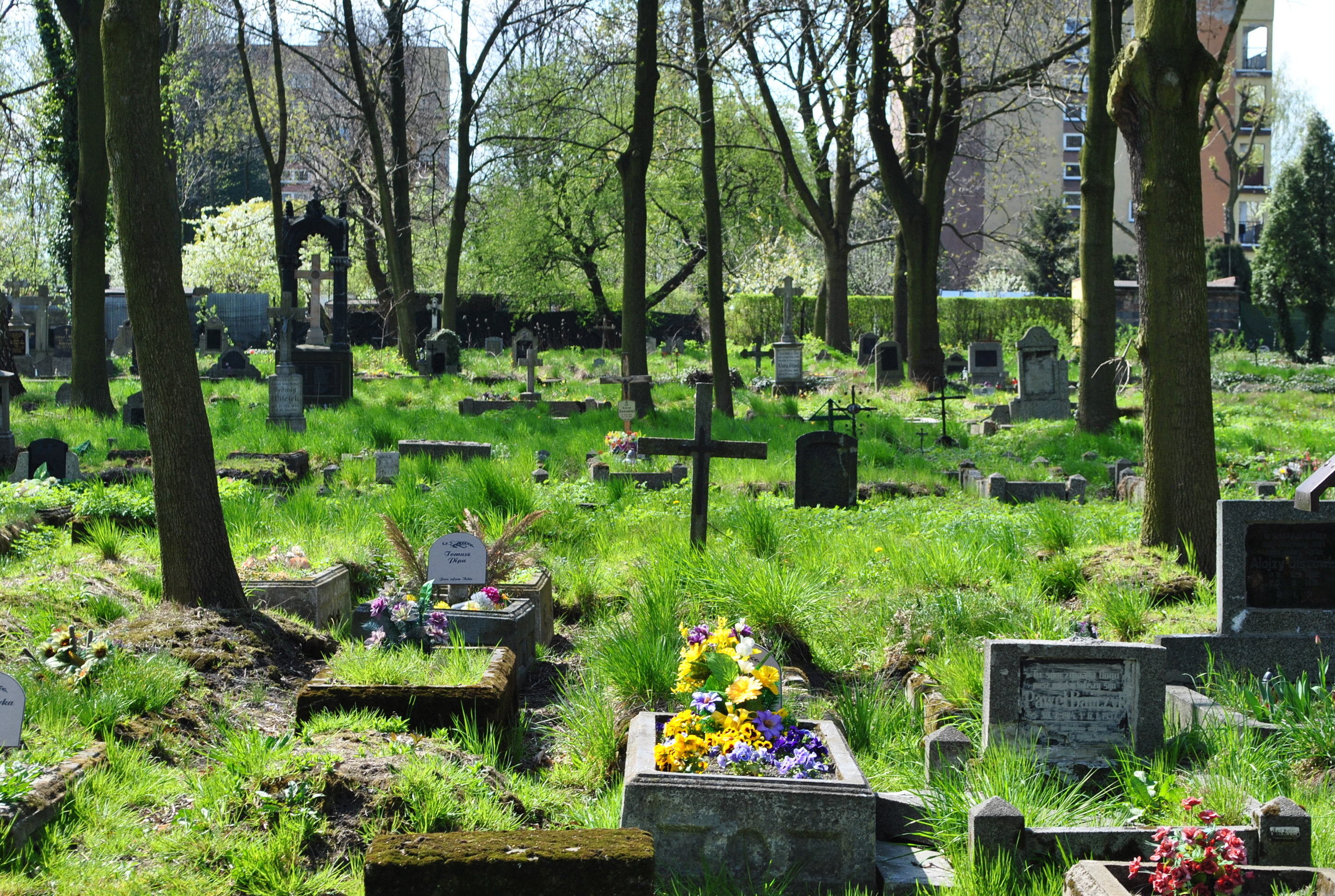
Stary cmentarz parafialny

Pierwszą wzmianką o Orzegowie z 1282 roku jest dyplom Kazimierza, księcia bytomskiego, w którym wymieniono właściciela wsi Orzegów, Macieja . Według Marka Kobierskiego, nazwa Orzegów pochodzi od tego, iż miejscowi rolnicy gdy orali ziemie, znajdowali ludzkie czaszki. Czaszki te najprawdopodobniej pozostały po najazdach tatarskich .
Początkowo wieś rozrastała się wzdłuż obecnej ul. Bytomskiej. Dopiero w XX wieku powstała część rozbudowana wokół kościoła, był to Nowy Orzegów (niem. Neu-Orzegow). Herb gminy jest niewiadomego pochodzenia. Składa się on z jedenastu pól na których można wyróżnić postacie czapli i lwów, oraz takie przedmioty jak trzy złote kule, kotwicę, oraz skrzyżowane miecze. Sam herb jest trzymany przez dwa lwy głowami zwróconymi do zewnątrz a zwieńczony jest koroną cesarska. Herb w przekazach mieszkańców jest błędnie tłumaczony jako herb rodowy rodziny von Schaffgotsch, lecz te dwa są zupełnie inne  .
Orzegów był określany jako dobra rycerskie. Istniał tu dwór. Właścicielami byli między innymi: Gierałtowscy, baron von Voglar. W 1826 roku cały Orzegów wykupił Karol Godula.
Pierwszą kopalnią węgla kamiennego w tym rejonie była kopalnia König David, która jest wzmiankowana w roku 1768. Kopalnię tę zwiedzał w roku 1790 sam Johann Wolfgang von Goethe. Jedną z większych kopalń była kopalnia Orzegów wybudowana przez Karola Godulę w roku 1829. W roku 1844 została wchłonięta przez powstałą kopalnię Paulus (Paweł). Głównym szybem tejże kopalni był szyb Zofia (Sophienschacht), został zbudowany w latach 1848-50, działał 29 lat po czym został zamknięty na skutek katastrofy. W latach 1860–62 wybudowano dwa nowe szyby Godulla i Schaffgotsch  . Zarządzeniem prezydenta Bolesława Bieruta z 29 listopada 1949 kopalnia Karol została odznaczona Orderem Sztandaru Pracy II klasy.
Przystanek kolejowy w Orzegowie powstał w roku 1899 na trasie z Chebzia do Tarnowskich Gór. Ochotniczą straż pożarną utworzono w tym samym roku, natomiast nową remizę otrzymała w 1906 roku. Pocztę uruchomiono w 1894 roku. Orzegów w wodę bieżącą zaopatrzono w roku 1895, kanalizację i prąd elektryczny doprowadzono w 1906 roku. Aptekę otwarto po roku 1905. Pierwsza szkoła powstała w 1858 roku. Kolejną wybudowano w roku 1879. Dwie kolejne szkoły to szkołą męska powstała w latach 1889–1901, oraz szkoła żeńska powstała w latach 1908–1910  .
Kaplica w Orzegowie powstała w szkole w roku 1882. Dopiero w latach 1894-95 wybudowano kościół pw. św. Michała Archanioła według projektu Wilhelma Wieczorka. Sponsorami tego kościoła była rodzina Schaffgotschów. Kościół został rozbudowany w latach 1911-12 według projektu Maxa Giemsy. Cmentarz utworzono w 1896 roku  .
W Plebiscycie w roku 1921 padło w Orzegowie 2857 głosów za Polską i 1345 za Niemcami. Miejscowość w 1922 r. przyłączono do Polski. Do 1951 roku miejscowość była siedzibą gminy Orzegów. Orzegów przyłączono do Rudy w 1951 roku, a wraz z Rudą została włączona jako jedna z dzielnic do Rudy Śląskiej w 1959 roku  .
W 1975 roku niemiecki malarz i grafik Norbert Dolezich opublikował autobiograficzną powieść Ich kam aus Orzegow, opisującą jego dzieciństwo i przybliżającą Orzegow z początków XX wieku.